# بهروز صوراسرافیل
بهروز صوراسرافیل (۲۳ بهمن ۱۳۲۹ – ۱۸ آبان ۱۴۰۱) روزنامه‌نگار ایرانی بود. وی قبل از انقلاب ۱۳۵۷ در ایران به روزنامه‌نگاری مشغول بود و سردبیر مجلات و روزنامه‌های گوناگونی از جمله نشریهٔ آبنوس چاپ شیراز در سال ۱۳۴۹ و سپس نشریه فرهنگی آیندگان بود. بعد از انقلاب ۱۳۵۷ در فرانسه ساکن شد.
او در دوران اقامت در اروپا روزنامه‌ای بنام ایران و جهان را در پاریس منتشر کرد. مدتی سردبیر کیهان لندن بود. بعدها نیز با نام اصلی و نام‌های مستعار نوید بوستانی و کتانه سلطانی درآنجا قلم می‌زد. وی در سال ۱۹۹۸ از اروپا به آمریکا مهاجرت کرد و از آن پس در رسانه‌های تلویزیونی و ماهواره‌ای لوس آنجلس که برای ایران پخش می‌شدند برنامه‌ای سیاسی تهیه و اجرا می‌کرد. بهروز صوراسرافیل در سال ۲۰۰۷ به بخش فارسی صدای آمریکا پیوست و سردبیر برنامهٔ شباهنگ بود؛ گاهی خود نیز به عنوان تحلیلگر حاضر می‌شد. 
صوراسرافیل علاوه بر نگارش صدها مقاله و اجرای برنامه های رادیوئی و تلویزیونی، دو کتاب تحت عناوين خمینی و اسرائیل (۱۹۸۸) و جنگ ایران و عراق (۱۹۸۹) به زبان‌های انگلیسی و فارسی منتشر نمود و در سال ۲۰۰۵ نیز کتاب آخرین روزها – پایان سلطنت و در گذشت شاه نوشته هوشنگ نهاوندی را به اتفاق مریم سیحون از زبان فرانسه به فارسی ترجمه کرد.
بهروز صوراسرافیل در ۱۸ آبان ۱۴۰۱ (۹ نوامبر ۲۰۲۲) در بیمارستانی در جنوب ویرجینیا درگذشت.